# Billy Miller

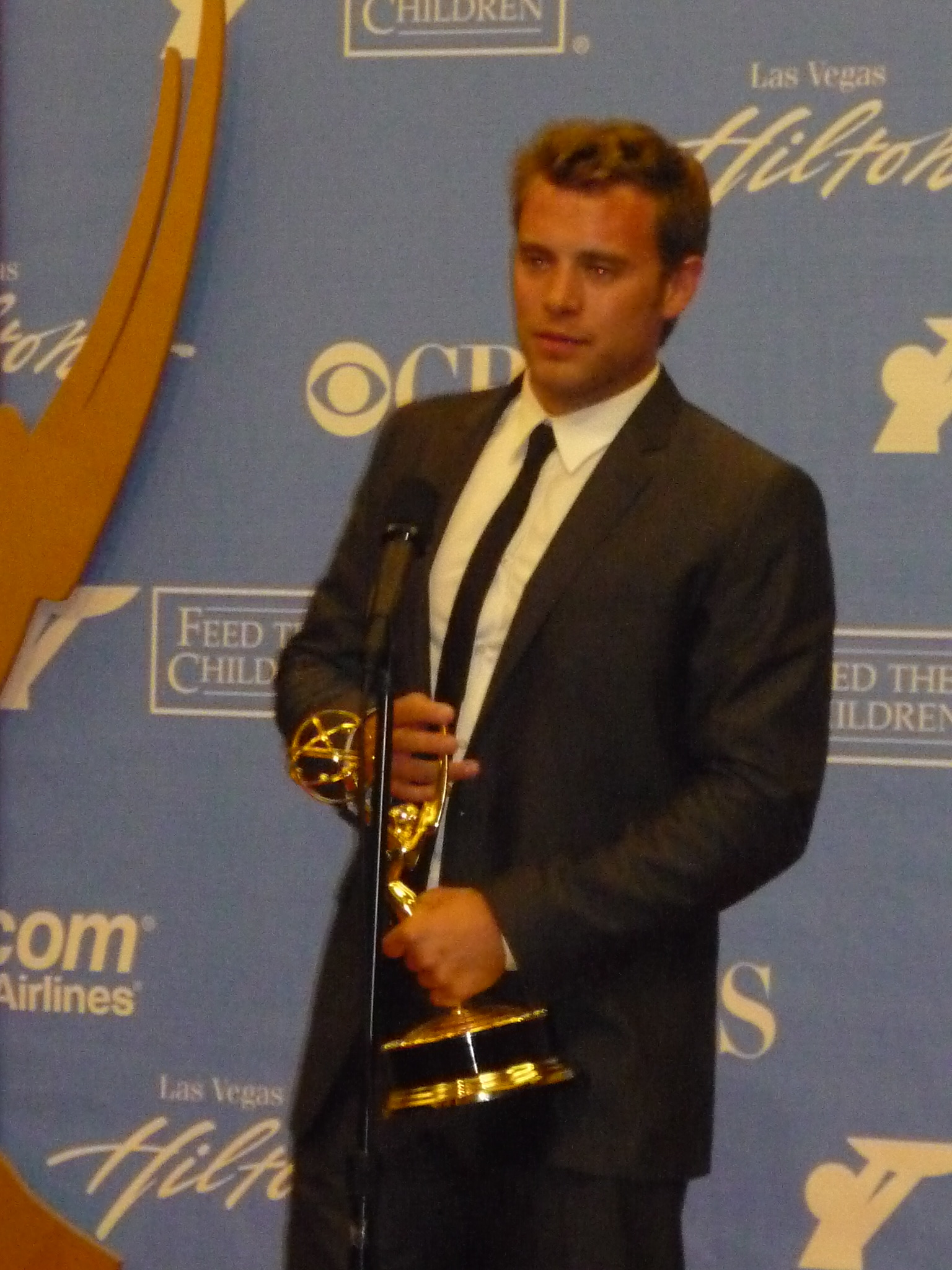
Billy Miller bei den Daytime-Emmy-Verleihung 2010.

William John Miller, II (* 17. September 1979 in Tulsa, Oklahoma; † 15. September 2023 in Austin, Texas) war ein US-amerikanischer Schauspieler, der durch die Soaps All My Children und Schatten der Leidenschaft bekannt wurde.

## Leben

### Kindheit und Ausbildung
Miller wurde in Tulsa, Oklahoma, geboren und wuchs in Grand Prairie, Texas, auf. Er war das mittlere Kind und der einzige Sohn unter drei Geschwistern. Als Kind verbrachte Miller fünf Jahre in der Texas Scottish Rite Hospital for Children, die er später in einer Organisation unterstützte. Er besuchte die Mirabeau. B Lamar High School in Arlington, Texas, und die University of Texas at Austin.

### Karriere
Nach dem Abitur zog Miller nach Los Angeles, wo er einen Job in einer Poststelle begann. Nebenbei war er noch an Drehs für einige Werbespots beteiligt, darunter für Electronic Arts’ Die Sims, J. C. Penney, Pizza Hut und pokerparty.com.
Im Alter von 24 Jahren hatte er ein Vorsprechen für eine Rolle in der Soap Jung und Leidenschaftlich – Wie das Leben so spielt, die er jedoch nicht bekam und deswegen sein Management und seine Agentur verlor. Er nahm sich eine Pause von zwei Jahren. 2006 erhielt er seine erste Serienrolle in einer Folge von CSI: Miami. Im darauffolgenden Jahr erhielt er die Rolle des Richie Novak in der ABC-Soap All My Children, in der er von August 2007 bis August 2008 zu sehen war, bis seine Rolle den Serientod starb. Kurz nach seinem Ausstieg aus der Serie wurde er für die Fernsehserie Schatten der Leidenschaft engagiert, in der er ab dem 19. September 2008 die Rolle des Billy Abbott spielte. Für diese Rolle wurde er 2010 und 2011 für einen Daytime Emmy Award nominiert, den er 2010 auch gewann.
Nebenbei hatte er einen Gastauftritt in Justified und war in den Filmen Remembering Nigel, Ripper und Fatal Honeymoon zu sehen. 2011 hatte er eine Nebenrolle als Charlie Young in der The-CW-Fernsehserie Ringer.

### Tod
Miller starb zwei Tage vor seinem 44. Geburtstag. Zum Zeitpunkt seines Todes litt er laut seinem Management an einer bipolaren Störung. In einer Erklärung gab Millers Mutter Patricia bekannt, dass er sich das Leben genommen hatte.

## Filmografie (Auswahl)
- 2006: CSI: NY (Fernsehserie, Episode 2x18)
- 2007–2008: All My Children (Fernsehserie, 127 Folgen)
- 2008–2014: Schatten der Leidenschaft (The Young and the Restless, Fernsehserie, 719 Folgen)
- 2011: Remembering Nigel
- 2011: Justified (Fernsehserie, Episode 2x01)
- 2011–2012: Ringer (Fernsehserie, 7 Episoden)
- 2012: Fatal Honeymoon (Fernsehfilm)
- 2013: Castle (Fernsehserie, Folge 6x4)
- 2014: American Sniper
- 2014: CSI: Vegas (Fernsehserie, Folge 14x19)
- 2014: Major Crimes (Fernsehserie, 3x11)
- 2015: Böses Blut (Bad Blood)
- 2014–2019: General Hospital (Fernsehserie, 592 Folgen)
- 2015–2019: Suits (Fernsehserie, 5 Episoden)
- 2017: Ray Donovan (Fernsehserie, 3 Episoden)
- 2019–2021: Truth Be Told: Der Wahrheit auf der Spur (Truth Be Told, Fernsehserie, 10 Episoden)
- 2021: The Rookie (Fernsehserie, Folge 4x7)
- 2022: Navy CIS (Fernsehserie, Folge 20x3)

## Auszeichnungen und Nominierungen
- 2010: Daytime-Emmy-Verleihung in der Kategorie Nebendarsteller (Outstanding Supporting Performance in a Drama Series)
- 2011: Nominierung für Daytime-Emmy-Verleihung in der Kategorie Nebendarsteller (Outstanding Supporting Performance in a Drama Series)